# ملكة جمال العالم 2001
ملكة جمال العالم 2001  هي مسابقة ملكة جمال العالم الواحدة والخمسين في تاريخ مسابقة ملكة جمال العالم منذ انطلاقتها عام 1951، عقدت المسابقة في 16 نوفمبر 2001 في سوبر بول أوف صن سيتي للترفيه في صن سيتي، جنوب أفريقيا. شارك في المسابقة 93 متسابقة من جميع أنحاء العالم تنافسوا على اللقب. في نهاية الحدث توجت بريانكا تشوبرا الهندية خليفتها أجباني داريجو من نيجيريا. هذه هي المرة الأولى التي تفوز فيها ملكة جمال نيجيريا بلقب مسابقة ملكة جمال العالم.

## النتائج

### المراكز النهائية
| النتائج النهائية      | المتنافسة |
| --------------------- | --- |
| ملكة جمال العالم 2001 | - نيجيريا - أغباني داريغو |
| الوصيفة الأولى        | - أروبا - زيزي لي |
| الوصيفة الثانية       | - اسكتلندا - جولييت جين هورن |
| أفضل 5                | - الصين - بينغ لي - نيكاراغوا - ليجيا كريستينا أرغيلو روا                                                                                            |
| أفضل 10               | - روسيا - ايرينا كوفالينكو - جنوب أفريقيا - جو آن شتراوس - إسبانيا - ماكارينا غارسيا - أوكرانيا - أولكساندرا نيكولاينكو - يوغوسلافيا - تيانا ستاجيتش |

### ملكات القارات للجمال
| المجموعة القارية | المتنافسة                               |
| ---------------- | --------------------------------------- |
| أفريقيا          | - نيجيريا - أغباني داريغو               |
| الأمريكتين       | - نيكاراغوا - ليجيا كريستينا أرغيلو روا |
| آسيا وأوقيانوسيا | - الصين - بينغ لي                       |
| الكاريبي         | - أروبا - زيزي لي                       |
| أوروبا           | - اسكتلندا - جولييت جين هورن            |

## المتسابقات
- أنغولا - أدالجيزا الكسندرا دا روشا غونسالفيس
- أنتيغوا وباربودا - جانيل ويليامز
- الأرجنتين - فيرجينيا دي سالفو
- أروبا - زيزي لي
- أستراليا - إيفا ميليتش
- النمسا - دانييلا روكينشاب
- بنغلاديش - تبسم فردوس شون
- باربادوس - ستيفاني تشيس
- بلجيكا - دينا ترساغو
- بوليفيا - كلوديا إتمولر
- البوسنة والهرسك - آنا ميريانا راتانوفيتش
- بوتسوانا - ماسيغو سيبيدي
- البرازيل - جويس يارا أغيار
- جزر العذراء البريطانية - ميليندا ماكجلور
- بلغاريا - ستانيسلافا كارابيلوفا
- كندا - تارا هال
- جزر كايمان - شانون ماكلين
- تشيلي - كريستيان بالميلي فورنييه
- الصين - بينغ لي
- كولومبيا - جيزيل أمبارو فيليز جيرالدو
- كوستاريكا - بياريلا بيرالتا رودريغيز
- كرواتيا - راجنا راغوتش
- قبرص - كريستيانا أريستوتيلوس
- جمهورية التشيك - أندريا فيسيروفا
- جمهورية الدومينيكان - جيمي كاستيلو مولينا
- الاكوادور - كارلا لورينا ريفيلو بيريز
- انجلترا - سالي كيتل
- إستونيا - لينا هيلشتاين
- فنلندا - جيني دالمان
- فرنسا - ايمانويل شوسات
- ألمانيا - أدينا فيلهلمي
- غانا - سيلاسي كواو
- جبل طارق - لوان ريتشاردسون
- اليونان - فالنتيني داسكالودي
- غيانا - اوليفيا غوبول
- هاواي - راداشا هووهولي
- هولندا - إيرينا بانتيليك
- هونغ كونغ - جيجي تشونغ بوي تشي
- المجر - زسوكا كابوكس
- أيسلندا - كولبرون بالينا هيلجادوتير
- الهند - سارة كورنر
- أيرلندا - كاترينا سبل
- إسرائيل - كارين شليموفيتش
- إيطاليا - باولا دانتونينو
- جامايكا - ريجينا بيفرس
- اليابان - يوكا هامانو
- كينيا - دانييلا كيمارو
- كوريا - سيو هيون جين
- لاتفيا - دينا كالانداروفا
- لبنان - كريستينا صوايا
- مقدونيا - ساندرا سباشوفسكا
- مدغشقر - تاسيانا بوبا
- ملاوي - إليزابيث بولو
- ماليزيا - ساشا تان هوي تنغ
- مالطا - كريستين كاميليري
- المكسيك - تاتيانا رودريغيز
- ناميبيا - ميشيل هيثا
- نيوزيلندا - آمي هيويت
- نيكاراغوا - ليجيا كريستينا أرغيلو
- نيجيريا - أغباني دارجو
- إيرلندا الشمالية - أنجيلا مكارثي
- النرويج - مالين جوهانسن
- بنما - لورد غونزاليس مونتينيغرو
- بيرو - فيفيانا ريفاسبلاتا
- الفلبين - جيلريه كاستانيدا كوينزون
- بولندا - جوانا دروزدوفسكا
- البرتغال - كلوديا جيسوس لوبيز بورخيس
- بورتوريكو - باربرا سيرانو نيغرون
- رومانيا - فاندا بيتر
- روسيا - ايرينا كوفالينكو
- اسكتلندا - جولييت جين هورن
- سنغافورة - أنجلينا جونسون
- سلوفاكيا - جانا إيفانوفا
- سلوفينيا - ريبيكا دريميلج
- جنوب أفريقيا - جو آن شتراوس
- إسبانيا - ماكارينا غارسيا نارانجو
- سينت مارتن - جينسيس رومني
- السويد - كاميلا ماريا باك
- سويسرا - ماشا سانتشي
- تاهيتي - تيريتاميهو رافا نوي
- تنزانيا - هابينيس ماجيسي
- تايلند - لادا إنجشاواديتشاسيلب
- ترينيداد وتوباغو - ساشا هيل
- تركيا - توغجه كازاز
- أوغندا - فيكتوريا كابوي
- أوكرانيا - أوليكساندرا نيكولاينكو
- الولايات المتحدة - كاري ستروب
- أوروغواي - ماريا دانييلا أباسولو كوجنيتي
- فنزويلا - أندرينا برييتو
- جزر العذراء الأمريكية - شيريس وود
- ويلز - شارلوت فيشني
- يوغوسلافيا - تيانا ستاجشيتش
- زمبابوي - نوكهوتولا مبولي

## الروابط الخارجية
- موقع ملكة جمال العالم الرسمي